# Elizabeth Randles
Elizabeth Randles (1801? – 1829) var en Walisisk harpenist og pianist i det tidlige 19. århundrede. Hun blev født i Wrexham den 24. maj 1801 (andre kilder siger at hun blev født i 1800),som datter af Edward Randles, en blind organist ved sognets kirke i, Wrexham. Hun blev kendt som ‘the Little Cambrian Prodigy’ på grund af hendes evner til at spille piano og harpe.
Før uhn var to år spillede hun "Ar hyd y nos" og "The Downfall of Paris" på harpe på Wrexham-teatret. Da hun var kun tre år gammel spillede hujn for George III, Dronning Charlotte, og andre medlemmer af den kongelige familie. Hun blev en så stor sensation at Prinsessen af Wales ville adoptere hende, men hendes far ville dog ikke skilles med sit barn. Hun gik dog senere med til at bo hos Prinsesse Charlotte, på Blackheath, i en uge.
Hun døde i Liverpool i Juni 1829.